# 魯坦b
魯坦b（更常稱為GJ 273b）是被確認在紅矮星魯坦星的適居帶內運行，並可能是岩石組成的一顆系外行星。魯坦星是已知第四接近地球的恆星系，魯坦b是迄今發現最類似地球的系外行星之一，也是在12.2光年的距離內最可能適合居住的系外行星。只有比鄰星b、巴納德星b和羅斯128b比它更接近地球。它在2017年6月與GJ 123c一起被發現，是一顆超級地球，質量約為地球的3倍，接收的星光僅比地球多6%，是適於居住的最佳候選系外行星之一。在2017年10月和2018年，非營利組織METI（給外星高智生物的訊息）向這顆行星發送了一個訊息：包含幾十個簡短的音樂作品和科學的"教程"，希望能接觸到任何潛在的外星文明。

## 性質

### 質量、半徑和溫度
魯坦b是一顆超級地球，這意味著它的質量和/或半徑大於地球，但小於天王星或海王星。徑向速度的測量顯示，這顆系外行星的質量下限為為2.89 ME，適超級地球範圍的底端。這顆行星還未被發現掠過母恆星的前方，因此它的真實質量和半徑尚不得而知。乙類地形成的成分來說，魯坦 b的半徑必須為1.4RE，而由於其質量低，這顆行星的半徑可能小於1.5RE。此外，它是距離地球20光年內，已發現系外行星中質量最小的之一。
這顆行星接收的光通量僅比地球大6%，以它的反照率，或估計反射比例為0.30，魯坦b的平衡溫度為259K；相較於地球的平衡溫度為255K。在與地球相似的大氣層——如果它有——魯坦b的表面平均溫度約為292 K（19 °C；66 °F），與地球非常相似。

### 軌道和自轉
魯坦b的軌道非常接近母恆星，平均距離為0.091天文單位，比水星的0.387天文單位更接近。水星的一年約為88天，而它完整的繞行一次大約只需要18.6天。然而，由於母恆星非常黯淡，魯坦b正好位在系統的適居帶內，只接收到比地球多6%的星光。雖然大多數靠近其母恆星的行星都會被潮汐鎖定，但魯坦b的離心率為0.10±0.08，這可能使行星能在自轉共振的軌道中，讓行星的自轉週期和軌道週期能約化成簡單的整數比（3:2，1:2）。

### 恆星
魯坦星是主序帶上一顆中等大小的紅矮星。與太陽相比，它的半徑是29.3%，質量是29%，亮度為0.88%，有效溫度3,282K。不同於其它鄰近的恆矮星，像是比鄰星，魯坦星非常不活躍，自轉週期超過118天。

## 適居性
魯坦b是迄今發現最類似地球的系外行星之一，其潛在適居性的第一個因素是它與母恆星的距離。鑒於母恆星的低光度，魯坦b以平均0.0911天文單位的距離，在適居帶內良好的運行。在恆星周圍的這種區域內，在足夠的大氣壓力下，溫度正好適合液態水在行星表面彙集。許多其他的因素也有利於魯坦b潛在的適居性。它的質量只有地球的2.9倍，幾乎可以肯定它是一顆岩石行星。岩石行星和氣態行星之間的過渡被認為在6ME左右，達到或超過這個閾值的行星，便將類似於迷你海王星。魯坦b的最低質量遠低於6ME的過渡值，其實際質量超過閾值的機率僅有12%左右。除了其可能的陸地性質外，魯坦b的溫度與地球非常接近，Teq為259K。這顆行星暴露在恆星事件的通量是地球的1.06倍，不足以造成失控的溫室效應。雖然面相恆星一側的溫度會高得多，但足夠厚的大氣層能夠將熱量分布到行星周圍，為行星的更多區域提供適合生命的條件。如果發現魯坦b處於自旋共振軌道，或其自轉週期小於或接近軌道週期，那麼這種全球熱分布的效應將更為有效。
與許多環繞其它的紅矮星，可能適居的系外行星，例如比鄰星b和TRAPPIST-1等的行星不同，魯坦b有繞行一顆非常寧靜的宿主恆星運行的優勢。魯坦星的自轉週期長，為118天，不易產生強烈的閃焰。強烈的閃焰事件可以剝去行星的大氣層，消除它們適於居住的條件；克卜勒438b就是個活生生的例子。然而，由於宿主恆星的低活動量，魯坦b的大氣層可能會留存數十億年，從而有可能促進我們所知道的生命發展。
它的地球相似指數（ESI，Earth Similarity Index）高達0.91，在以確認的系外行星中排名第四。